# Bobon
Bobon è una municipalità di quinta classe delle Filippine, situata nella Provincia di Northern Samar, nella regione di Visayas Orientale.
Bobon è formata da 18 baranggay:
- Acerida
- Arellano
- Balat-balud
- Calantiao (Pangobi-an)
- Dancalan
- E. Duran
- Gen. Lucban (Pob.)
- Jose Abad Santos
- Jose P. Laurel (Casulgan)
- Magsaysay (Doce)
- Quezon (Panicayan)
- Salvacion
- San Isidro
- San Juan (Pob.)
- Santa Clara (Pob.)
- Santander
- Somoroy
- Trojello